# 世界福州十邑春晚
世界福州十邑春晚由世界福州十邑同乡总会主办，从2011年到2018年已经连续举办了四届。举办目的是为了宣扬闽都文化和团结全世界的福州十邑乡亲。由于采取福州话主持以及含有福州话节目，自推出以来受到了大量福州人的喜爱。